# الون میزراهی
الون میزراهی (به انگلیسی: Alon Mizrahi) مهاجم اهل اسرائیل است که از سال ۱۹۹۲ تا ۲۰۰۱ میلادی عضو تیم ملی فوتبال اسرائیل بوده و در ۳۷ بازی ملی حضور داشته است. الون میزراهی توانسته در بازی‌های ملی، ۱۶ گل به ثمر برساند.